# Analmaye
Analmaye est un roi koushite de Méroé du VIe siècle av. J.-C..
Il succède au roi Malonaqen. À sa mort, le roi Amaninataqilebtê le remplace.
Il est enterré à Nouri.